# Gissey-le-Vieil
Gissey-le-Vieil är en kommun i departementet Côte-d'Or i regionen Bourgogne-Franche-Comté i östra Frankrike. Kommunen ligger i kantonen Vitteaux som tillhör arrondissementet Montbard. År 2022 hade Gissey-le-Vieil 104 invånare.

## Befolkningsutveckling
Antalet invånare i kommunen Gissey-le-Vieil
Referens:INSEE